# Козельно
Козельно (пол. Kozielno, нім. Kosel) — село в Польщі, у гміні Пачкув Ниського повіту Опольського воєводства.
Населення — 317 осіб (2011).

## Демографія
Демографічна структура станом на 31 березня 2011 року:
|          | Загалом | Допрацездатний вік | Працездатний вік | Постпрацездатний вік |
| -------- | ------- | ------------------ | ---------------- | -------------------- |
| Чоловіки | 164     | 32                 | 124              | 8                    |
| Жінки    | 153     | 29                 | 96               | 28                   |
| Разом    | 317     | 61                 | 220              | 36                   |